# 김기락
김기락(金琪洛, 1838년 ~ 1897년)은 조선 말기의 문신이다. 자는 익중(益仲), 태겸(兌謙), 본관은 경주(慶州)이다. 수월당 김급의 후손이다.

## 생애
헌종 4년(1838) 경주부의 재지사족으로 월암 김호의 11세손으로 출생하였다. 어려서부터 학문에 힘썼으나, 세상의 어지러움을 느끼고 과거를 단념하였다. 이후 지벌(地閥)과 문식(文識)이 있는 선비로 천거되어 고종 13년(1876) 숭혜전참봉에 제수되었다. 전릉(殿陵)을 정성으로 수호하고 경계를 확실히 정하였으며, 하전(下典)들을 엄히 단속하였다. 고종 19년(1882년) 참판 김철희가 화수계를 조직하고 사위의 종형 이재집이 서문을 쓰자, 숭혜전김씨화수계의 초대 계원으로 활동하였다. 광무(光武) 원년(1897년)에 60세의 나이로 죽었다. 묘는 경주 건천 모량산에 유좌(酉坐)하여 있다.

## 가족
- 고조부 : 용양위부호군 김중창(金重昌)
  - 증조부 : 유학 김만형(金萬亨)
    - 조부 : 유학 김은백(金隱白)
      - 아버지 : 유학 김정칠(金鼎七)
        - 동생 : 통선랑 김기주(金琪株) 「동지중추부사(同知中樞府事) 김정흥(金鼎興)의 양자로 출계」
          - 조카 : 승의랑 김재환(金載煥)

        - 부인 : 경주이씨
          - 장남 : 유학 김재희(金載熙)
          - 차남 : 참봉 김재규(金載圭)
          - 사위 : 경주인 참봉(參奉) 이종화(李鐘化)
          - 사위 : 진주인 하연일(河蓮一)
          - 사위 : 여주인 이재순(李在淳)
          - 사위 : 경주인 최규수(崔圭壽)
          - 사위 : 김해인 김용석(金容錫)

## 참고 문헌
- 숭혜전릉참봉명부(崇惠殿陵參奉名簿), 김기락호패(金璣洛號牌), 경주김씨세보(慶州金氏世譜).